# Poções (kommun)
Poções är en kommun i Brasilien.   Den ligger i delstaten Bahia, i den östra delen av landet, 800 km öster om huvudstaden Brasília. Antalet invånare är 44 760.
Följande samhällen finns i Poções:
- Poções

Omgivningarna runt Poções är huvudsakligen savann. Runt Poções är det ganska glesbefolkat, med 48 invånare per kvadratkilometer.